# کتابخانه لاتروپ
کتابخانهٔ لاتروپ یکی از کتابخانه‌های دانشگاه استنفورد در کالیفرنیا است.